# مسجد رئیسان خوانسار
مسجد رئیسان خوانسار مربوط به دوره قاجار است و در خوانسار، محله رئیسان، خیابان امام خمینی (ره)، کوی رئیسان واقع شده و این اثر در تاریخ ۱۷ اسفند ۱۳۸۱ با شمارهٔ ثبت ۷۶۷۲ به‌عنوان یکی از آثار ملی ایران به ثبت رسیده است.